# Храм Сергия Радонежского (Навои)
Храм Преподобного Сергия Радонежского — православный храм в городе Навои в Узбекистане. Входит в состав Бухарского благочиния Ташкентской и Узбекистанской епархии Русской православной церкви.

## История
Решение о строительстве храма было принято в 1991 году.
В 1991 году был заложен краеугольный камень. На протяжении 3 лет храм строили прихожане Гейченко Светлана, Корнейчук Ростислав, Крупин Владимир и несколько солдат срочников. В 1996 строительство было передано НУС. В 2002 году храм был освящён митрополитом Владимиром.
Храм имеет богато украшенный иконостас. При храме есть колокольня. Купол необычен тем, что имеет 5 маковок. В храме проводятся регулярные богослужения.
Престольный праздник: 8 октября

## Фото

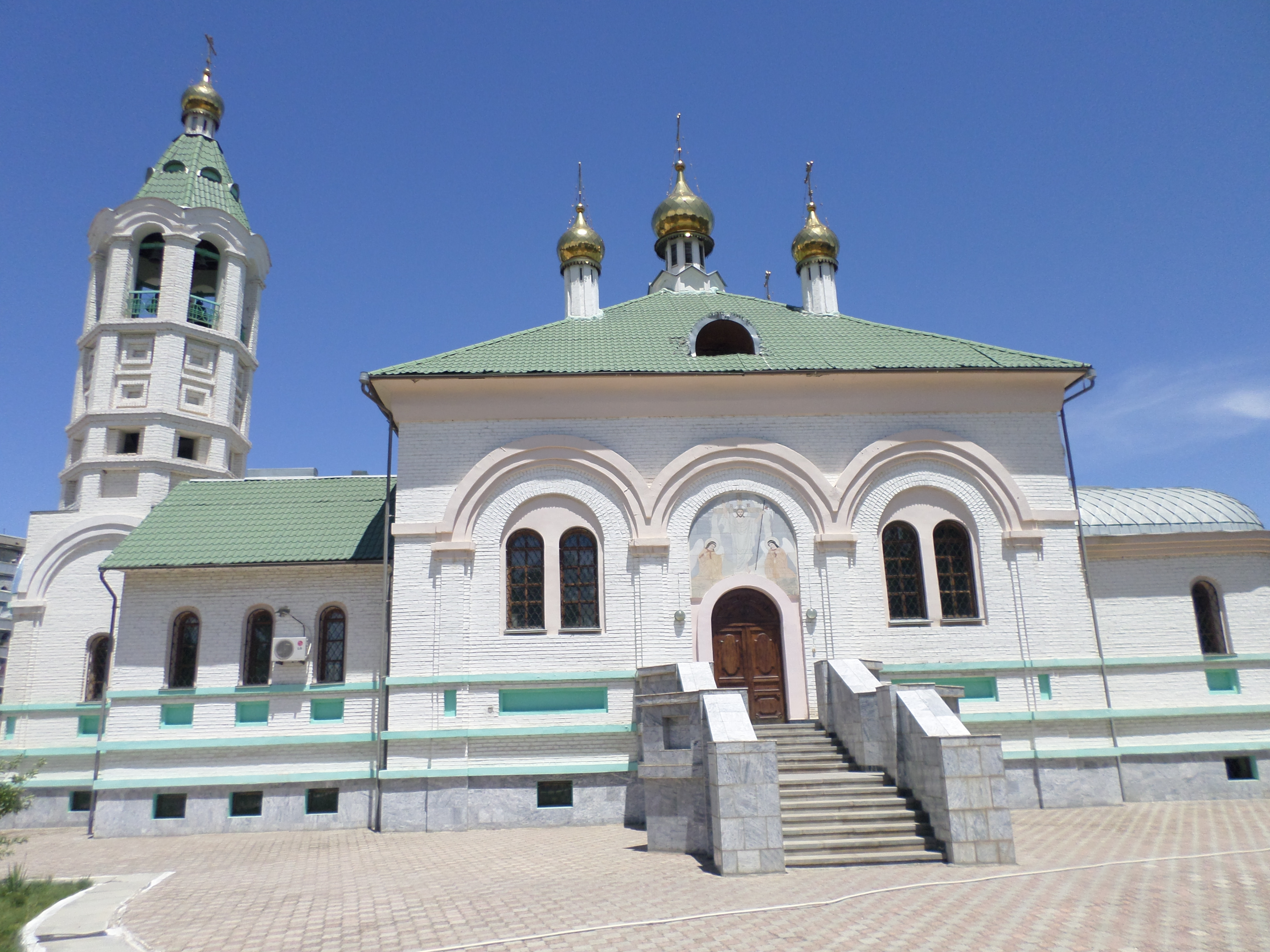
Иконостас
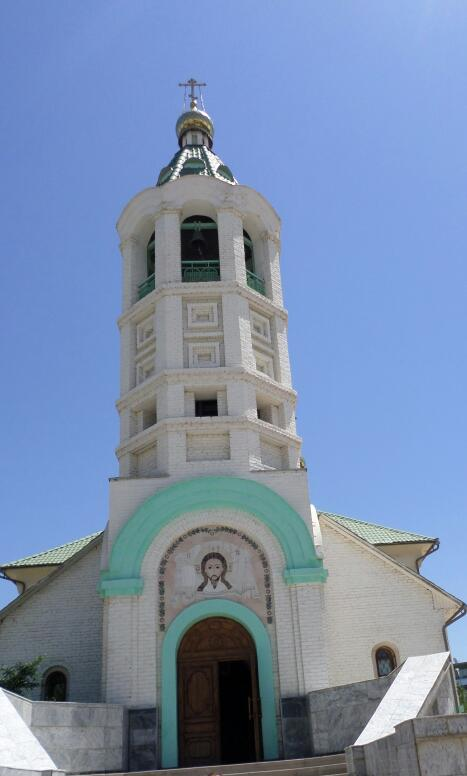
Колокола